# 地球防衛未亡人
『地球防衛未亡人』（ちきゅうぼうえいみぼうじん）は、2014年2月8日公開の日本映画。

## 概要
怪獣映画をベースに、エロティックやパロディ、尖閣諸島問題や原発問題を織り込んだ作品である。
壇蜜が初めて年齢制限なしの映画に主演する。また、河崎実の代表作の1つ『電エース』の主役ヒーローの電エースも登場しており、第1次安倍内閣時代に作られた『ギララの逆襲 洞爺湖サミット危機一発』で伊部総理を演じた福本ヒデが、第2次安倍内閣下に製作された今作でも宇部総理を演じている。
テレビ大阪が製作に参加しており、シネマート心斎橋での公開日である2014年2月15日16:55 - 17:15には同局でのみ特番『壇蜜映画「地球防衛未亡人」を楽しむ七ヶ条』が放送された。また、同年12月29日2:24 - 4:05（12月28日深夜）には映画本編が同局で初放送された。

## あらすじ
ある日突然、日本の南方海上に浮かぶ三角諸島に宇宙怪獣ベムラスが襲来し、日本各地の原子力発電所の使用済み核燃料を次々と食べていく。その放射能除染能力に着目した隣国、中国、韓国がその怪獣の領有を主張し、米国を巻き込んだ外交問題と化することになった。決断を迫られる宇部総理の下に石倉元東京都知事が押しかけ、政治圧力が加えられたことにより、怪獣退治は地球防衛軍の手に委ねられることになった。
かつてベムラスに婚約者を殺された地球防衛軍の優秀な女性隊員・ダンは敵討ちの絶好の機会ととらえるが、なぜかベムラスを攻撃するたびにエクスタシーを感じてしまう。一方、日本政府はベムラスを使用済み核燃料の処理に利用しようと画策し、地球防衛軍にベムラスへの攻撃中止を命じるが、やがてベムラスの腹は限界に達してしまう。

## 専門用語

### JAP
地球防衛軍日本支部の通称。Japan Aid Partyの略称。幹部は徽章付きの制服。隊員はオレンジ色を基調とした隊員服を着る。戦闘機・ジャップヤロー1号、空輸機・メスプレイなどの兵器を保持する。

## 登場人物

### JAP
- 天野ダン - 壇蜜
- 愛川ワコ - 大野未来
- カミゴウミツヲ - 福田佑亮
- トビヤマ参謀 - 沖田駿一
- 大伴医師 - モト冬樹
- イワムラ博士 - 堀内正美
- タマオカ長官 - 森次晃嗣
- 防衛隊員1 - 田原照久
- 防衛隊員2 - 山下敢示
- 防衛隊員3 - 穴原辰宣
- 防衛隊員4 - 陰地貴博
- 防衛隊員5 - 塩野勝美
- 防衛隊員6 - 宮本利彦
- 防衛軍幹部1 - 遠藤秀紀
- 防衛軍幹部2 - 喜多村武

### 政治家
- 宇部総理 - 福本ヒデ
- 矢住大臣 - なべやかん
- 石倉元東京都知事 - TABO
- 総理の秘書 - 岩井ジョニ男
- オズマ米国大統領 - ノッチ（声の出演 - マーク・チネリー）
- オズマ大統領夫人 - ネジャット・シャニーノ

### マスコミ

#### 週刊サースデー
- 犬神記者 - 元気屋エイジ
- 編集長 - 黒田浩史

#### テレビ関係者
- キャスター - 古谷敏
- リポーター1 - 湯川舞
- リポーター2 - ペルビー貴子
- リポーター3 - 森田亜紀
- 山口博士 - 山口敏太郎

### 東都電力株式会社本店浜浦発電所担当者
- 電力会社社員1 - 阿部能丸
- 電力会社社員2 - 岡村洋一
- 電力会社社員3 - 原武昭彦

### 市井の人々
- おかみ - 色羽紫
- 野次馬1 - リカヤ・スプナー
- 野次馬2 - サン・ジュナ
- 野次馬3 - Theかれー王
- 野次馬4 - 友坂日香
- 宮司 - きくち英一

### その他関係者
- 神の踊り子1 - 藤崎祥子
- 礼次郎 - 森まさひろ

### スーツアクター
- ベムラス - 破李拳竜
- 電エース - 岡田ゆういち

### 声の出演
- ナレーター - 佐藤文則

## スタッフ
- 製作総指揮 - 星野晃志、伊藤明博、森岡宣喜、恩田宏紀、河崎実
- 企画 - 村岡貞之
- プロデューサー - 河崎実、関谷和隆
- 監督 - 河崎実
- 脚本 - 河崎実、右田昌万
- 音楽 - 黒澤直也
- 撮影 - 須賀隆（本編）、すずきけいぞう（特撮）
- 照明 - 佐熊慎一（本編）、安藤和也（特撮）
- 監督助手 - 雨宮真五
- 助監督 - 萩原周平（本編）、小串遼太郎（特撮）
- 編集 - 鈴木邦智
- ユニフォームデザイン - 藤原カムイ
- 怪獣デザイン - 麻宮騎亜
- 音響効果 - 柴田浩明
- 製作 - 「地球防衛未亡人」製作委員会（中央映画貿易、竹書房、テレビ大阪、テレビ大阪サービス、オデッサ・エンタテインメント、リバートップ）

## 主題歌・劇伴
オープニングテーマ「祝典行進曲」
　作曲：團伊玖磨（もともとありものの曲を流用）
主題歌「愛のキサナドゥ〜地球防衛未亡人のテーマ」
作詞 - aCky / 作曲・編曲 - sinner-yang / 歌 - Only Love Hurts
劇伴「アメノウズメの舞」「芸者の唄」
作曲・演奏 - 有近真澄